# Husice rajská
Husice rajská (Tadorna variegata) je pták z čeledi kachnovitých, který se endemitně vyskytuje pouze na Novém Zélandu. Obývá oba hlavní ostrovy (Severní a Jižní), Stewartův ostrov i některé další větší pobřežní novozélandské ostrovy. Řadí se do rodu Tadorna. 
Měří 63–71 cm. Samice váží kolem 1700 g, samec okolo 1400 g. Peří samce je na většině těla tmavé, zatímco peří samice má světle kaštanové barvy a její hlava je bílá. Ruční letky jsou u obou pohlaví zbarvené do černa, loketní letky mají iridiscentní (duhově proměnlivou) zelenou barvu. Křídelní krovky jsou na obou stranách bílé. Duhovka, zobák, nohy a blánovité prsty jsou černé. Husice žijí v monogamních dlouholetých svazcích. Většinu roku tráví na svém teritoriu, avšak v době přepeřování (leden–březen) se sdružují do velkých hejn. Tato hejna se v některých oblastech dostávají do konfliktu s místními farmáři, jelikož se pasou na mladém jeteli a trávě, která je určená pro dobytek. 
Samice klade 5–15, nejčastěji 9, vajec do hnízda v blízkosti vodní plochy. Inkubační doba trvá 30–35 dní. Na vejcích sedí pouze samice, zatímco samec stráží teritorium. Husice patří mezi několik málo novozélandských ptáků, kterým prospěla proměna novozélandských močálů a lesů na farmářské pastviny. Celková populace husic na Novém Zélandu ve 21. století je dokonce větší než před lidským osídlením ostrovů. Jelikož se husice poměrně snadno množí a jejich populace je hodnocena jako málo dotčená, je na ně každoročně pořádán lov. Jsou chovány v četných zoologických zahradách, v Česku je lze spatřit mj. v pražské zoo. 

## Nomenklatura

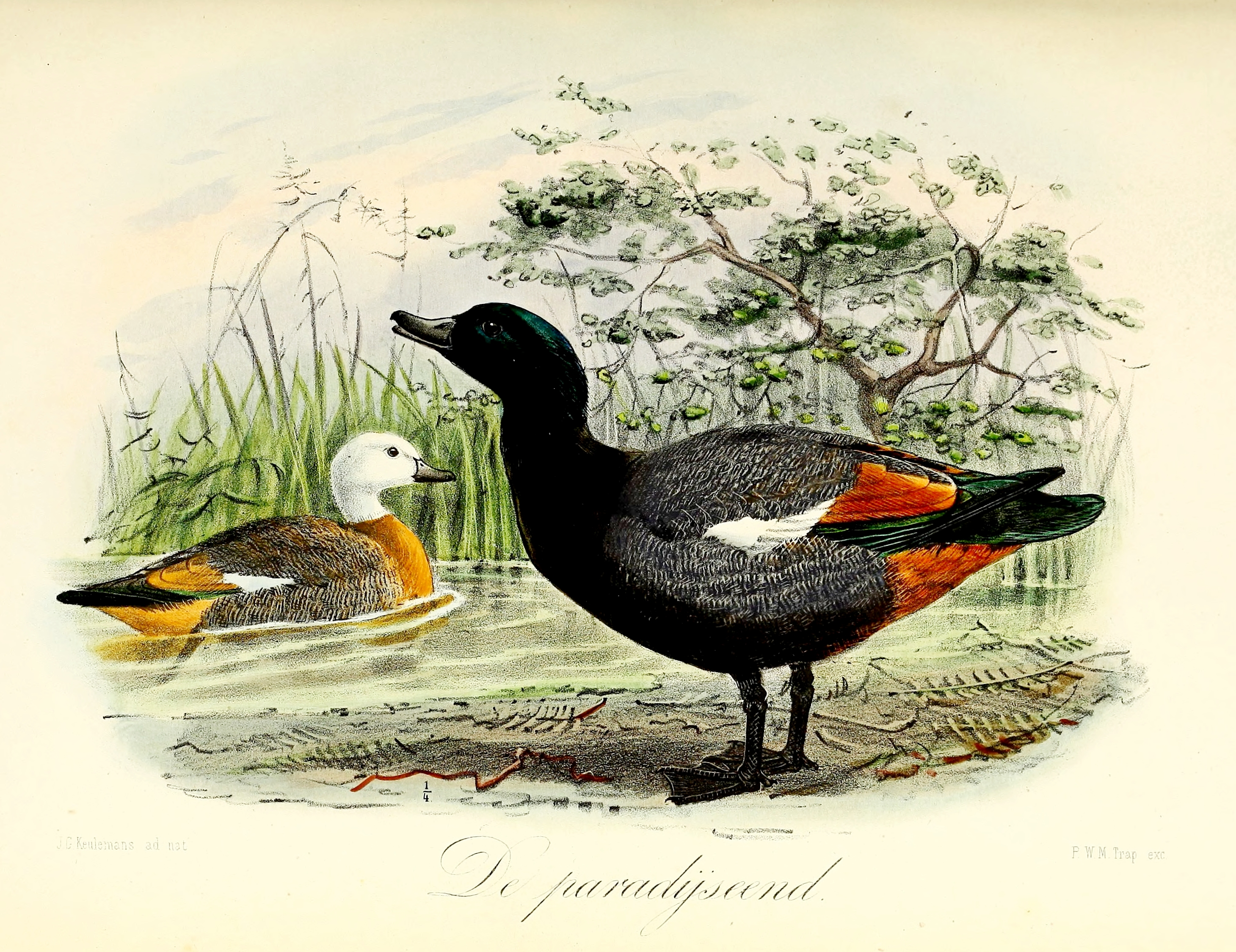
Ilustrace páru husic rajských (John Gerrard Keulemans, 1873)

V roce 1773 kapitán James Cook během své druhé plavby prozkoumával nejjižnější části Jižního ostrova kolem fjordu Tamatea / Dusky Sound. V květnu si do svého deníku zapsal: „Objevili jsme zde pět druhů kachen. Některé z nich jsem neviděl nikde jinde. Největší z nich byla velká jako pižmovka velká s překrásným pestře zbarveným peřím, pročež jsme ji nazývali malovanou kachnou [painted duck]. Samec i samice mají na každém z křídel velkou bílou skvrnu. Hlava a krk jsou bílé, avšak zbytek těla, stejně jako krk a hlava samce, jsou tmavších pestrých barev.“ Touto kachnou byla husice rajská. Podobným způsobem kachnu popsal i Cookův přírodovědec Johann Reinhold Forster, který se ještě zmínil o tom, že kachny byly „natolik stydlivé, že jsme se k nim nemohli dostat“. Georg Forster, syn a pomocník Johanna Forstera, pořídil první ilustraci ptáka.
Husici poprvé vědecky popsal a pojmenoval německý přírodovědec Johann Friedrich Gmelin, který druhu přiřadil binomické jméno Anas variegata (Anas je rod kachen a latinské variegata pochází z anglického variegated, což v překladu znamená „pestrá“). V roce 1864 Philip Lutley Sclater přeřadil husici do rodu Tadorna. Pojmenování Tadorna variegata husici už zůstalo. Tadorna je výraz s keltskými kořeny, který v překladu znamená něco jako „pestrý vodní pták“.
V maorštině je husice známá jako pūtangitangi či putangitangi. Základem maorského jména husice je slovo tangi, které v maorštině znamená „truchlení za mrtvé“ a odkazuje ke zvuku, který kachna vydává.

## Popis
Husice typicky měří 63–71 cm. Slemeno (horní část zobáku) je u samců dlouhé 42–45 mm, u samic 37–40 mm. Samice většinou váží kolem 1700 g (může však vážit až 2 kg), samec typicky kolem 1400 g.

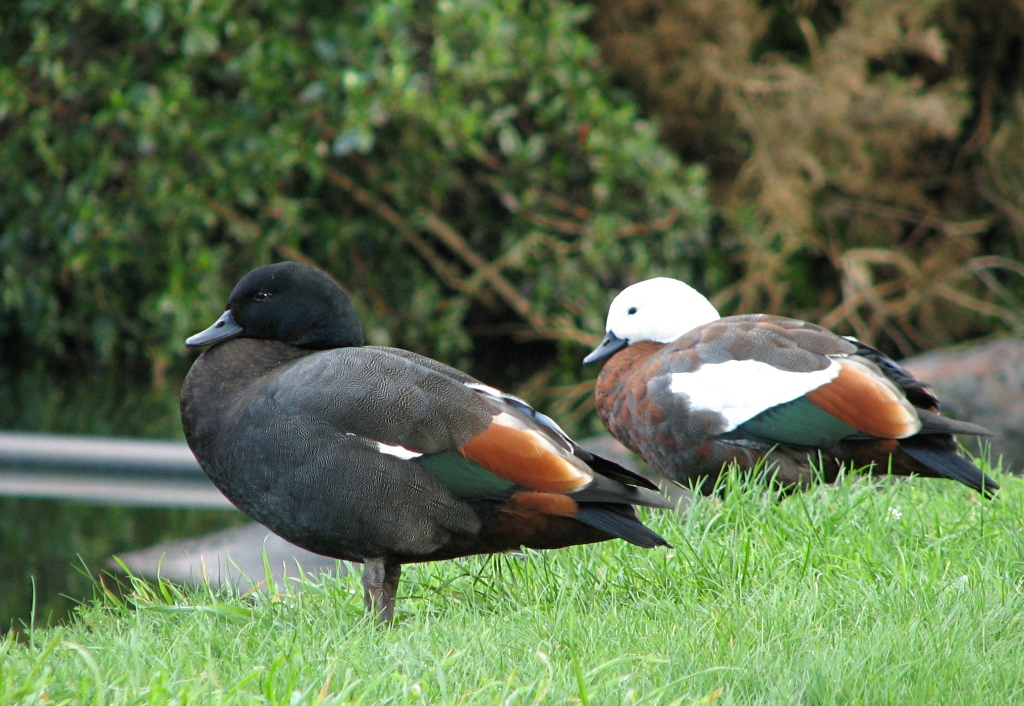
Samec (vlevo) a samice

Jedná se o velké pestrobarevné ptáky, velikostně zapadající zhruba mezi velké kachny a menší husy. Je u nich přítomný výrazný pohlavní dimorfismus. Samice je zbarvená pestřeji než samec, což je u kachen poměrně vzácný jev.
Samci mívají černou, jemně namodralou hlavu a krk se zelenavě lesklým peřím. Záda, břicho a boky jsou černé s jemnými světle žlutými skvrnami. Kostřec (peří u kořene ocasu) a ocas jsou černé. Spodní krovky ocasní jsou světle kaštanové. Ruční letky jsou na obou stranách do černa, loketní letky mají iridiscentní (duhově proměnlivou) zelenou barvu. Křídelní krovky jsou na obou stranách bílé, což výrazně kontrastuje se zbytkem tmavého těla. Krycí letky jsou světle kaštanové. Duhovka, zobák, nohy a blánovité prsty jsou černé. Během přepeřování až do období páření (zhruba od února do května) se na hlavě samců objevuje bílé peří. Množství bílého peří se přitom u jedinců liší.
Samice mají hlavu a krk čistě bílé. Záda jsou tmavě šedá s množstvím světle žlutých skvrn. Kostřec a ocas jsou černé, křídla mají podobné zbarvení jako u samců. Zbytek těla je většinou světle kaštanový. Duhovka, zobák, nohy a blánami opatřené prsty jsou černé, stejně jako u samců. Mladé samice mohou mít načernalou hlavu až do období prvního přepeřování, které nastává několik měsíců po vylíhnutí.

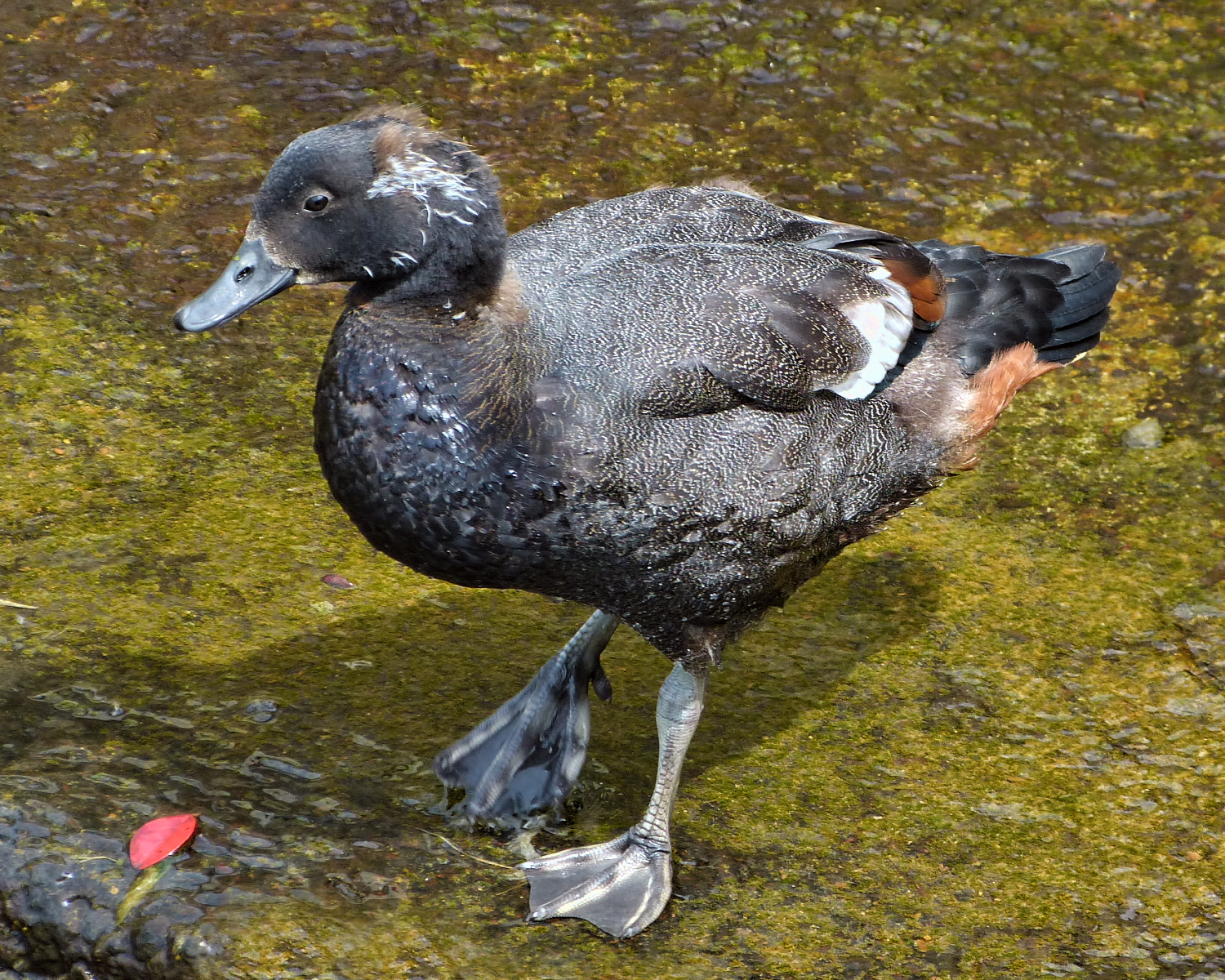
Juvenilní samec

Mláďata mají tělo pokryté hnědo-bílým jemným peřím. Nedospělí jedinci obou pohlaví připomínají svým zbarvením samce. Mladé samice lze rozpoznat podle nepravidelného bíle zbarveného peří na hlavě, které se během dospívání stává čím dál tím více výraznější, zatímco hlava mladých samců je spíše do hněda.

### Záměna
Husice rajská je poměrně těžko zaměnitelná s jinými druhy novozélandských ptáků. Záměna je možná snad jen s husicí australskou, která se občas zatoulá na Nový Zéland z Austrálie. Dospělé husice rajské lze však rozpoznat podle chybějícího bílého límce, který se nachází ve spodní části krku husic australských, a jednobarevného zbarvení spodní části těla, které u husic australských přechází z kaštanové do tmavé. V době přepeřování a u juvenilních jedinců možnost záměny roste, avšak husice rajské lze opět poměrně bezpečně poznat podle absence bílého límce a také kaštanových spodních krovek ocasních, které jsou u husice australské do černa.

## Ekologie a chování

### Sociální interakce a teritorium
Husice žijí v dlouholetých monogamních svazcích. Typický dospělec stráví během roku přibližně 10 měsíců v páru na svém teritoriu a zbylé 2 měsíce v hejnu na přepeřovacím stanovišti.

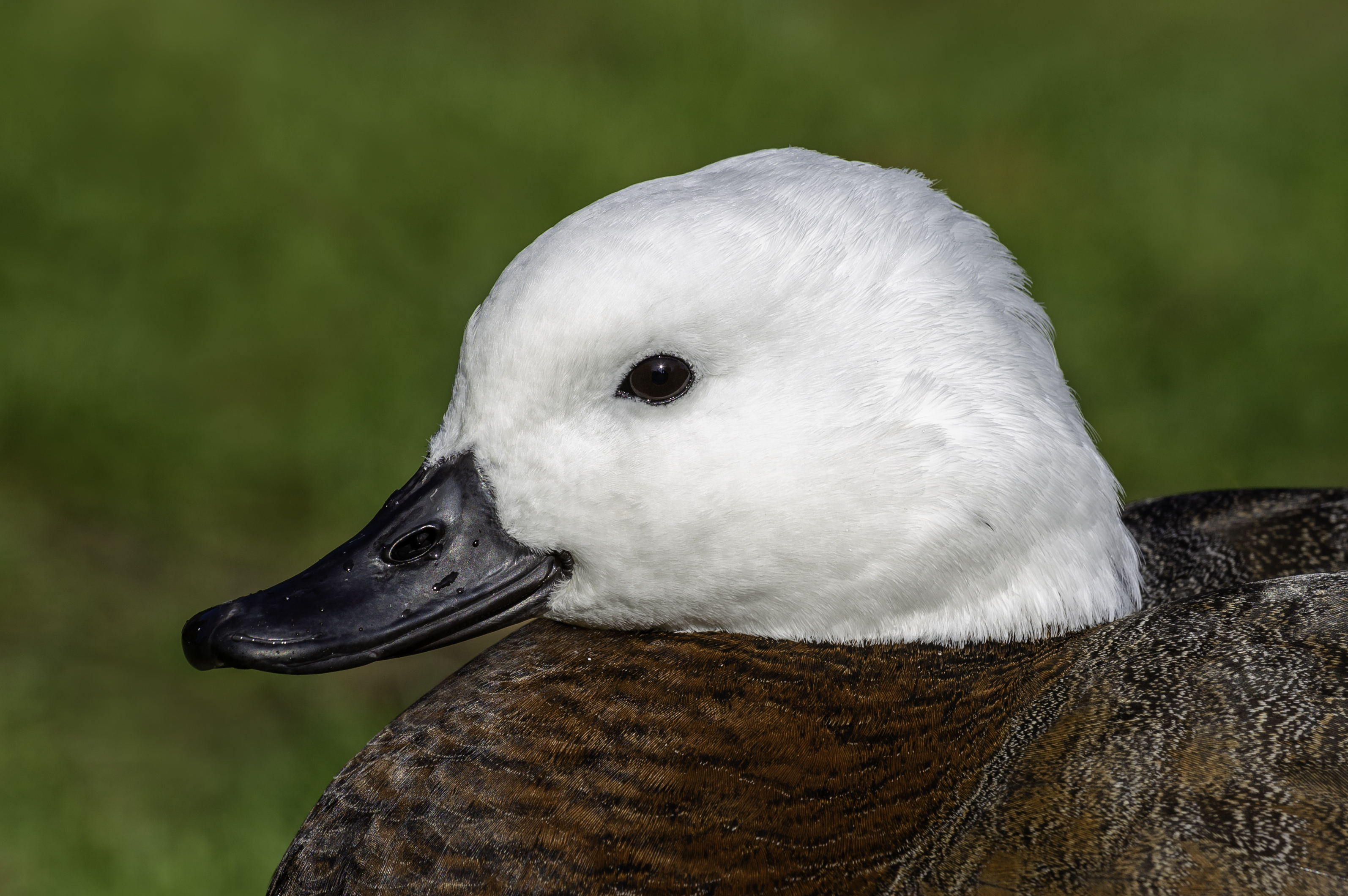
Portrét samice

Během období páření se husice rozdělí do dvou sociálních skupin. První skupinu (A) tvoří spárované dvojice, které zůstávají na svých teritoriích, kde postupně dojde k páření a vyvedení mláďat. O páření se pokusí drtivá většina těchto dvojic. Druhou skupinu (B) tvoří nespárovaní jedinci, což jsou vesměs mláďata vylíhlá během posledních dvou let, a případně nespárovaní dospělci a někdy i dospělé nehnízdící dvojice. Tato skupina se shlukuje v hejnech, ve kterých zůstává až do konce pářícího období, který nastává v prosinci. Jedno hejno nespárovaných husic může zahrnovat i tisíc a více husic. Ke sjednocení obou sociálních skupin dochází v přepeřovacích oblastech, kam se husice každoročně shlukují.
Husice dokáží být vůči ostatním jedincům stejného druhu poměrně agresivní. K agresi dochází zejména mezi samci v období námluv a během bránění teritorií před jedinci téhož druhu. Pokud se stane, že na teritorium husice pronikne jiná husice nebo pár husic, jedinci bránící teritorium začnou kolem vetřelce létat a hlasitě kejhat. Jakmile se vetřelá husice rozletí pryč, pár bránící teritorium letí těsně za ní a občas do ní za letu strčí nebo ji klovne. Bránící pár doprovází vetřelce až k hranicím svého teritoria. Pokud dojde k setkání vetřelce se samcem při zemi, bránící samec někdy zaujme výhružnou pózu, během níž se skloní a napřímí krk do horizontální polohy, takže je těsně u země, a hřbet výhružně nastrčí vzhůru.

#### Hlasový projev
Samec vydává dvouslabičný zvuk ga-ga, který je velmi podobný hlasu husy. Nejčastěji se projevuje za letu nebo v případě nebezpečí. Samice vydává pronikavější a stálejší zvuk, který lze nejčastěji slyšet během letu. Hlas využívají husice i během námluv, pro každodenní komunikaci s partnerem, během obrany teritorií a k udržování kontaktu v rámci hejna.

### Rozmnožování

#### Námluvy

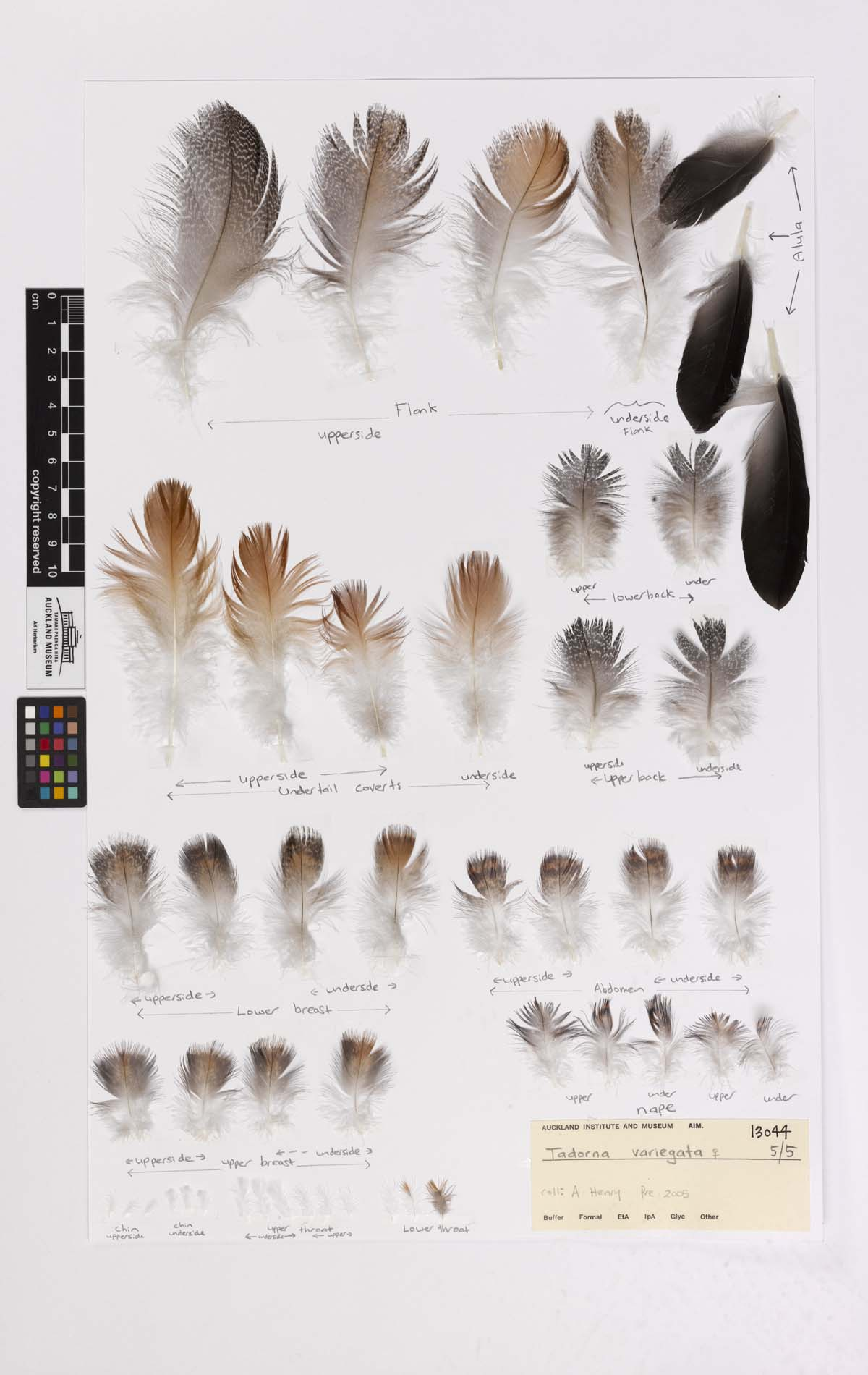
Ukázky peří husic

K utváření párů a zakládání teritorií dochází již během prvního, nejčastěji během druhého roku života. Husice si nacházejí partnery v nehnízdící skupině (skupina B) v době, kdy ostatní husice (skupina A) hnízdí. Páry se z počátku mohou utvářet pouze dočasně. Někdy dělá jeden samec společnost více husicím, dokud si samice nenajdou volného samce. Během námluv samice vybízejí a provokují samce, aby před nimi předváděli pózy a soupeřili mezi sebou o jejich přízeň. Namlouvací rituály představují po krmení vůbec nejčastější typ chování. Převažujícím namlouvacím rituálem je situace, kdy samice s hlasitým kejháním plave těsně za samcem. Její hlava je těsně nad hladinou natažená vpřed. Rychlost plavání a intenzita hlasového projevu samice se přitom může značně lišit. Odpověď samce na samiččino nadbíhání bývá natáhnutí krku směrem k nebi a kejhání v krátkých intervalech, načež samec někdy předvede samici výhružnou pózu vystrčením hřbetu a skloněním krku. Pokud v sobě pár najde zalíbení, samec se napřímí a natáhne krk k nebi a začne nepřetržité kejhat vysoce položeným hlasem. K tomu samému rituálu běžně dochází i na pevnině. V této fázi se však často vytváří pouze dočasné svazky, neboť samec musí samici bránit před ostatními dotírajícími samci, což se mu často nedaří a samici mu tak přebere jiný samec.
I když k utvoření páru může dojít již v prvním roce života, k samotnému páření dochází až ve druhém či třetím roce. Pokud pár nenajde volné či vhodné teritorium, nedochází u něj k páření a zůstává ve skupině s ostatními nehnízdícími jedinci. Pokud některý z partnerů zemře, zbylý jedinec hledá nového partnera po období přepeřování. Teritoria vybírá hlavně samice, která se snaží najít vhodné teritorium v blízkosti svého rodného teritoria, zatímco samci si hledají teritoria v oblastech, které jsou často vzdáleny přes 100 km od teritorií, kde se narodili.

#### Hnízdění

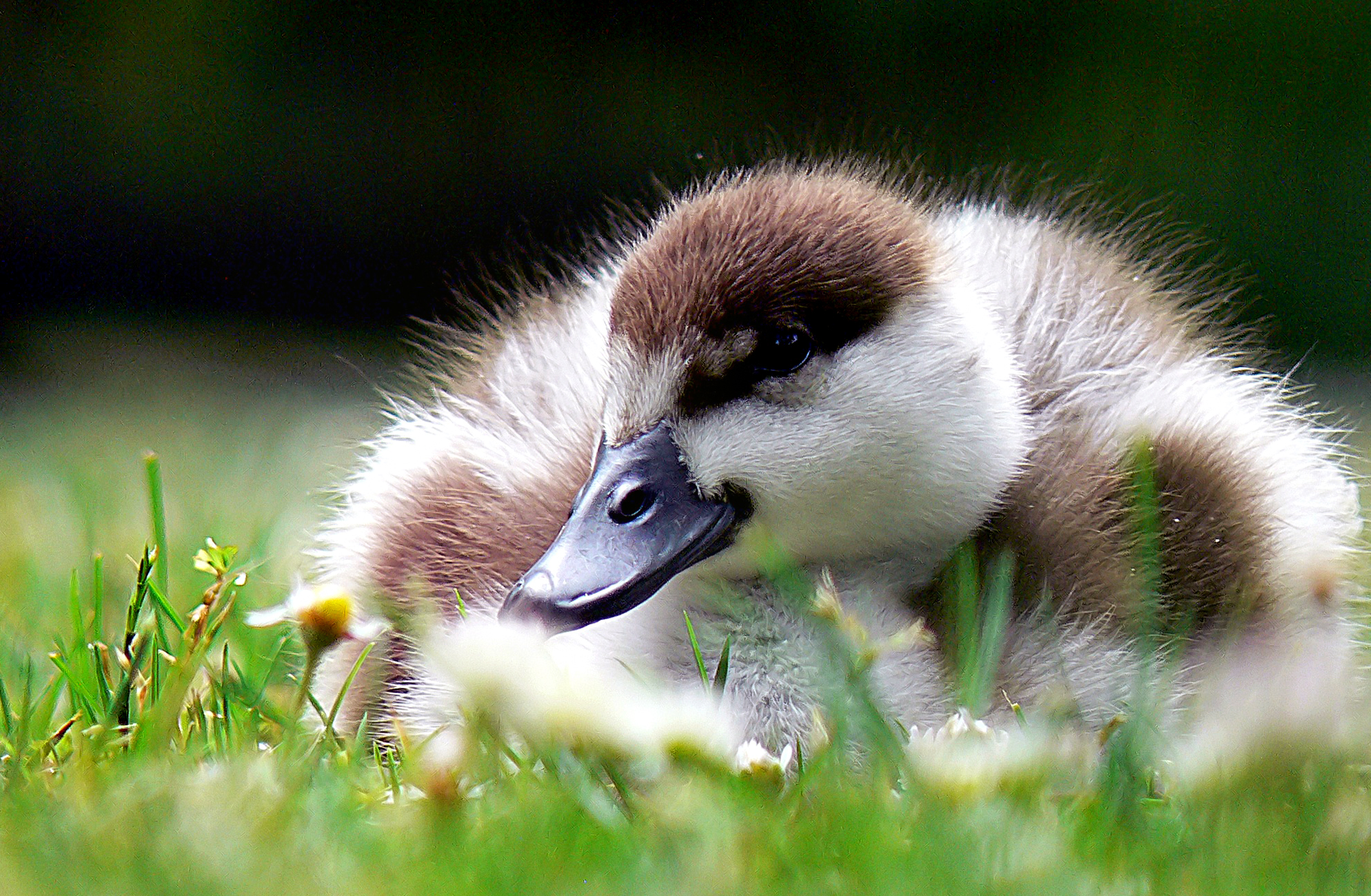
Mládě husice rajské

K hnízdění začíná docházet v srpnu. Většina párů stráví hledáním vhodného hnízdiště a zakládáním hnízda přibližně 2–3 týdny, avšak může se to protáhnout až na 2 měsíce. Hnízdiště hledá samice, která létá kolem teritoria a bedlivě prozkoumává spadlé stromy, jejich kořeny a hustou vegetaci. Nejčastěji zakládá hnízdo v dutých kmenech spadlých stromů (případně pod kmenem spadlého stromu), dále v zemních dutinách po spadlých stromech, mezi kořeny živých stromů či v nadzemních dutinách v kmenech. Občas si postaví hnízdo i přímo na stromě. Hnízda bývají v blízkosti vodní plochy a pár většinou využívá totéž hnízdiště každý rok, i když to není pravidlem. Občas si samice vybere hnízdo v opuštěných budovách, hromadě dříví u farmářských příbytků či v kupě sena.
Hnízdo staví pouze samice v zadní části nalezené nory nebo díry. Skládá se z kůry, větví a trávy. V hnízdě se nachází poměrně velké množství peří, které však neslouží pro izolaci vajec zespodu od země, nýbrž k izolaci vajec seshora v době nepřítomnosti samice. Když samice sedí na vejcích a potřebuje se jít nakrmit ven, před opuštěním hnízda nahrne peří na vejce, aby je udržela v teple. Ke kladení vajec dochází nejčastěji od srpna do září, avšak může nastávat až do listopadu. Samice klade vejce elipsovitého tvaru o velikosti cca 67×49 mm v jednodenních intervalech. Vejce jsou z počátku bílá, avšak brzy ztmavnou do žlutohnědé barvy. Počet vajec v jedné snůšce bývá 5–15, nejčastěji 9. Pokud se ve snůšce nachází více než 10 vajec, je pravděpodobné, že pochází od více samic.
Pokud dojde z jakéhokoliv důvodu k selhání snůšky (např. z důvodů predace, záplav atp.), dochází u zhruba 20 % párů k náhradní snůšce.

#### Vyvádění mláďat

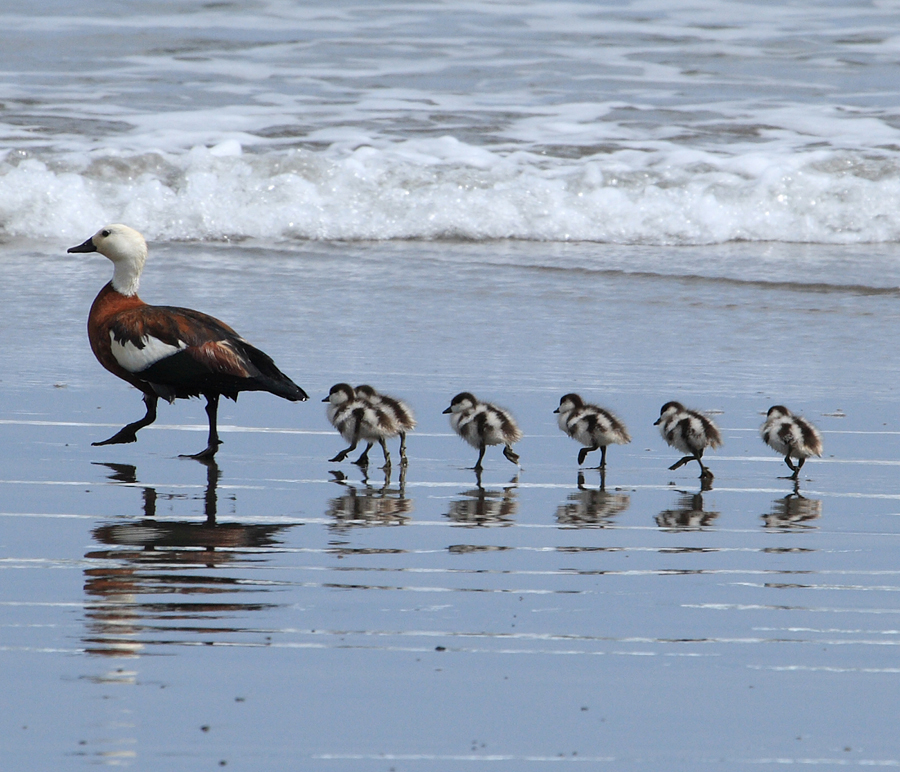
Samice s mláďaty

Na vejcích sedí pouze samice. Inkubační doba trvá 30–35 dní. Během ní samice opouští hnízdo 2–3× za den, aby se nakrmila. Asi 1–2 týdny před vyklubáním mláďat se samice krmí pouze 1× denně. V době inkubace se samec zdržuje ve středních částech teritoria. Když samice opustí hnízdo za krmením, zakejhá, čímž přiláká samce, a ten jí během krmení dělá společnost. Po zhruba hodinovém krmení samec doprovodí samici zpět do hnízda. Mláďata se po vylíhnutí zdržují v hnízdě, dokud nejsou suchá, načež je matka doprovodí k rodné vodní ploše. Ta je typicky do 500 m od hnízda, avšak může být i dále. Mláďata se dokáží již od prvních dnů po vyklubání sama krmit. Během sběru potravy jejich matka občas předvádí pózu zlomeného křídla. Během této pozice nakřiví jedno křídlo tak, jakoby byla zraněná, čímž odpoutává pozornost potenciálních predátorů z mláďat na sebe.
Zhruba po 8 týdnech se mláďata osamostatňují a na přelomu ledna a února doprovází své rodiče do oblasti, kde dochází k přepeřování. I když se husice mohou dožít až 23 let, jejich průměrná očekávaná délka života je kvůli každoročnímu lovu pouhé 2–3 roky.

### Přepeřování
K výměně peří dochází od konce prosince, kdy se husice začínají stahovat do přepeřovacích oblastí. Zpravidla se jedná o velké jezero, řeku, přehradu nebo rybník. Nejdříve přiletí jednoroční a dvouroční jedinci, následují nehnízdící páry a jedinci, kterým se nepovedlo vyvedení mláďat, a koncem ledna až počátkem února dorazí i páry, které vyvedly mláďata. Tyto páry často dorazí se svými čerstvě narozenými potomky. Během přepeřování husice na 3–4 týdny ztratí schopnost letu, avšak zůstávají v masivních hejnech až do března/dubna. Poté začnou hnízdící páry postupně odlétat zpět na svá teritoria. Mladí jedinci, kteří se vylíhli poslední dvě sezóny, si postupně hledají teritoria, avšak v mezidobí zůstávají pohromadě jako více či méně organizované hejno.
Husice se každoročně vrací do stejné přepeřovací oblasti a pouze výjimečně dochází ke kontaktu husic z různých přepeřovacích míst. Typické přepeřovací stanoviště je v otevřené krajině v blízkosti travnatého svahu, který husicím umožňuje rozhled nad okolní krajinou, jelikož husice jsou v této době nelétavé a tudíž zranitelnější než obvykle. Travnaté svahy zároveň poskytují dostatek potravy, kterou husice přijímají v tomto období v nadměrném množství. Dalším znakem dobrého přepeřovacího stanoviště je blízkost husté vegetace nebo lesa, kam se lze v případě hrozby dobře ukrýt.

### Potrava

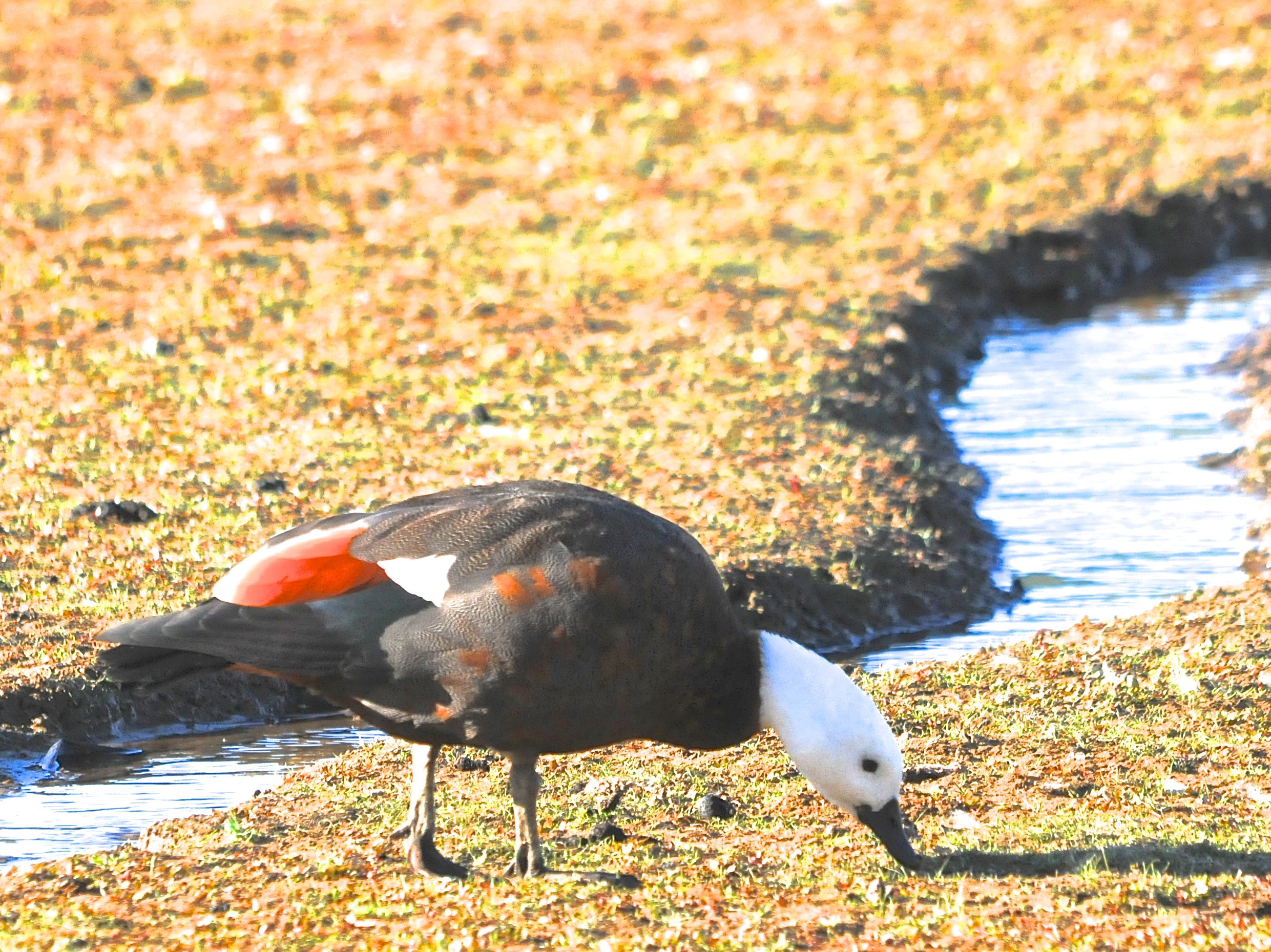
Samec při hledání potravy

Mláďata během prvních pěti týdnů od narození pojídají zejména hmyz, avšak poté přejdou na takřka výhradně býložravou stravu. Husice nejsou příliš vybíravé a pojídají prakticky jakékoliv dostupné druhy trávy, vodních rostlin a jejich semen. Většinu jídla si obstarávají na loukách a pasekách. Býložravou potravu občas doplňují hmyzem a žížalami, pokud jsou dostupné. Nepohrdnou ani listy. Zvláště si pochutnávají na mladém jeteli.

## Rozšíření a populace
Husice rajské se endemitně vyskytují na Novém Zélandu, kde se jedná o geograficky nejrozšířenější vodní ptáky (početně je přesahují pouze kachny divoké). Vedle obou hlavních ostrovů se nacházejí i na Stewartově ostrově a všech větších pobřežních ostrovech, jako je ostrov Kapiti, Great Barrier Island nebo D’Urvillův ostrov. Husice dolétly z novozélandské pevniny i na poměrně hodně vzdálené ostrovy, jako je Ostrov lorda Howa, Raoul nebo Chathamské ostrovy, kde však nedokázaly založit stálé populace. Je možné, že populace na Chathamských ostrovech byla kdysi stálá a vymizela až s připlutím Polynésanů.
Vyhledávají mokřady a travnaté pastviny v oblastech dobytkářských farem, které často zahrnují menší přehradní nádrže i přirozené rybníky a jezírka. Občas se vyskytují i v pobřežních oblastech oceánů. K dalším oblíbeným lokalitám husic patří úrodné břehy řek, zejména pak velké rovné plochy při jejich ústí. Na Jižním ostrově lze husice spatřit i ve vyšších nadmořských výškách v podhůří Jižních Alp kolem menších horských jezírek a bystřin. Husice se dobře adaptovaly na antropomorfní krajinu a v hojných počtech obývají přehrady vodních elektráren a městské parky.

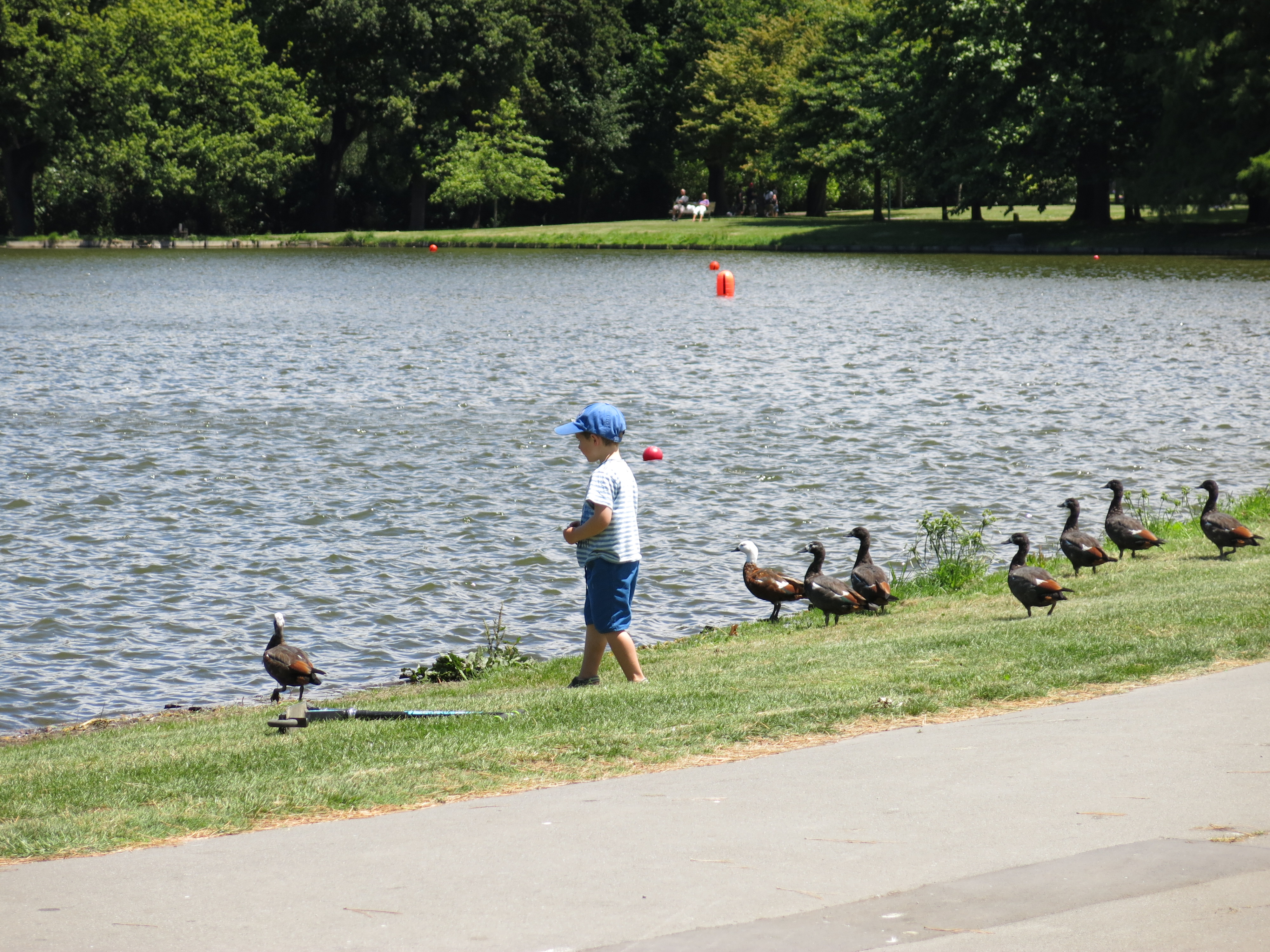
Skupina husic

V roce 2011 byla celková populace husic odhadována na 600–700 tisíc.

## Ohrožení a ochrana
Příchod Polynésanů (později známí jako Maorové) na Nový Zéland nepředstavoval pro husice příliš velké ohrožení. Až evropští kolonisté, kteří začali na Nový Zéland pronikat od konce 18. století, začali s lovem husic v takovém množství, že se jejich populace ocitla na pokraji vyhynutí. V roce 1868 byly proto uzákoněny limity na počet každoročně ulovených jedinců a v letech 1916–1921 byly husice přemístěny do některých částí Severního ostrova, odkud předtím vymizely (zejména národní park Tongariro). Teprve ve 20. století začala populace kachen dramaticky narůstat a v roce 1981 dosáhla 120 000 jedinců.
I když jsou husice na většině Nového Zélandu hojně rozšířené, občas se stane, že místní populace zaznamená výrazný pokles z důvodů nadměrného lovu. Menší, avšak stálou hrozbu husic představují i introdukovaní predátoři (zejména hranostajové) a vysoušení zbývajících močálů.
Ministerstvo památkové péče nepovažuje husici za ohrožený druh. Podobně se k tomu staví Mezinárodní svaz ochrany přírody, který populaci husic považuje za málo dotčenou.

## Parazité a choroby
Trávicí trakty husic často obsahují parazitické červy. Ve studii, která zkoumala 281 jedinců husic rajských, bylo identifikováno 22 druhů parazitických červů, jako jsou motolice, tasemnice, ploštěnci a hlístice.
Co se týče chorob, výzkum z roku 2017 odhalil u husic přítomnost bakterie Chlamydophila psittaci v rozsahu, o jakém se dříve nevědělo. U bakterie byla odhalena přítomnost dvou genotypů, a to genotypu A a C. Oba genotypy jsou přitom u lidí i zvířat spojeny s některými významnými nemocemi. Dopad přítomnosti bakterie na život husic však v rámci studie nebyl zkoumán.
Byly zaznamenány případy husic, které uhynuly následkem botulismu.

## Vztah k lidem

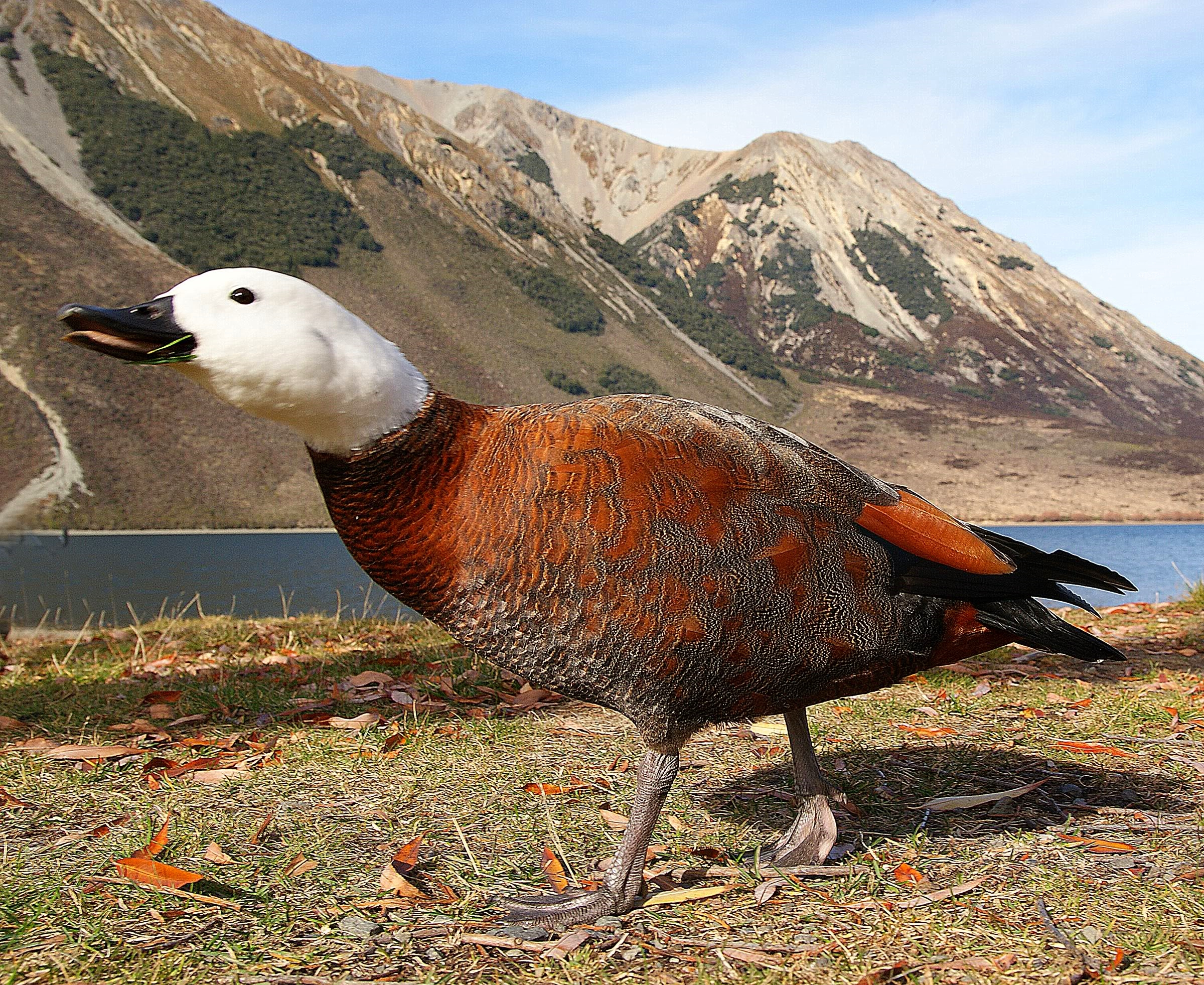
Samice husice u jezera Pearson v Canterbury

Pro Maory představovaly husice důležitý zdroj potravy. Maorové je lovili v době přepeřování, kdy husice nebyly schopné letu a bylo relativně snadné je polapit. Zprávy od raných evropských kolonistů se zmiňují o tom, že Maorové v oblasti Marlborough dokázali odchytit až 5000 husic během jediné lovné výpravy. Maorové ptáky nakládali v jejich vlastním tuku pro pozdější konzumaci, případně je připravovali ve vyhloubených pecích zvaných hāngi. Občas posílali husice do Wellingtonu, kde byly prodávány evropským kolonistům.
Proměna krajiny, která na Novém Zélandu nastala od příchodu člověka (odlesňování, vysoušení mokřadů, zakládání farem), se negativně podepsala takřka na veškerém novozélandském ptactvu. Husice rajské spolu s motákem tichomořským, slípkou Porphyrio melanotus, vránami a strakami představují jediné druhy, kterým rozsáhlé travnaté plochy a pastviny vyhovují a jejich populace se od příchodu Evropanů výrazně navýšila.

### Lov
Husice patří k několika málo novozélandským endemitům, které je možné lovit. Období lovných sezón se liší podle regionů, avšak obecně nastává v období od konce května do počátku srpna. Liší se i limity počtů husic, které je možné ulovit. V lovecké sezóně 2020/2021 to bylo 6–20 husic na osobu v závislosti na době a místě.
Jelikož husice často hledají potravu na loukách a pasekách, dostávají se do konfliktu s místními farmáři, kterým požírají mladé rostliny a jejich semínka. Např. v oblastech kolem hory Taranaki se vyhlašuje od roku 2008 zvláštní lovecká sezóna, během níž jsou loveny pouze husice rajské. Cílem těchto nárazových lovů je rozehnat husice z farmářských polí zpět do mokřadů a jezer.

### Chov
Husice rajské patří k často chovaným novozélandským endemitům. Nachází se v řadě zoologických zahrad i soukromých chovných zařízení především v Evropě a Spojených státech. V Česku lze husice rajské spatřit například v pražské či plzeňské zoo.